# Larmanaye
Larmanaye  è un comune del Ciad situato nel dipartimento di Monts de Lam, provincia del Logone Orientale.